# طرمزد (مشهد ميقان)
طرمزد (بالفارسية: طرمزد) هي قرية تقع في إيران في قسم مشهد میقان الريفي. يقدر عدد سكانها بـ 343 نسمة بحسب إحصاء 2016.